# ゴッツァーノ
ゴッツァーノ（伊: Gozzano）は、イタリア共和国ピエモンテ州ノヴァーラ県にある、人口約5,500人の基礎自治体（コムーネ）。

## 地理

### 位置・広がり
| 隣接するコムーネは以下の通り。 - ボルツァーノ・ノヴァレーゼ - ボルゴマネーロ - ブリーガ・ノヴァレーゼ - ガルガッロ - インヴォーリオ - オルタ・サン・ジューリオ - ポーニョ - サン・マウリーツィオ・ドパーリオ - ソリーゾ |

## 行政

### 分離集落
ゴッツァーノには、以下の分離集落（フラツィオーネ）がある。
- Auzate, Baraggia, Buccione, Bugnate, Monterosso